# Centropus cupreicaudus
El cucal cola de cobre o cucal colicobrizo (Centropus cupreicaudus) es una especie de ave cuculiforme de la familia Cuculidae que vive en África.

## Distribución
Se encuentra en Angola, Botsuana, Malaui, Namibia, República Democrática del Congo, Tanzania, Zambia y Zimbabue.